# Tragédie de Semanggi
 (juin 2012).
Le terme Tragedi Semanggi fait référence à deux séries de manifestations populaires dans le cadre de la tenue et l'agenda d'une "session spéciale" (sidang istimewa) du MPR, le parlement indonésien. Au cours de ces manifestations, un certain nombre de civils ont trouvé la mort. La première, connue sous le nom de Tragedi Semanggi I, eut lieu les 11 et 13 novembre 1998, ((id)) masa pemerintah transisi⇔ Indonésie, et causa la mort de 17 civils. Le second événement, connu sous le nom de Tragedi Semanggi II, eut lieu le 24 septembre 1999 : un étudiant et 11 autres personnes y trouvèrent la mort et 217 autres furent blessées.

## Contexte
Au début de novembre 1998 le gouvernement de transition indonésien convoque une séance spéciale du MPR afin de préparer les prochaines élections et discuter de l'agenda politique à mettre en place. L'agitation étudiante resurgit car les étudiants ne reconnaissent pas le gouvernement de B. J. Habibie et ne font pas confiance aux membres du MPR issu de l'Ordre nouveau de Soeharto. Ils font aussi pression pour mettre fin à l'ingérence des militaires en politique et « purger » le gouvernement des hommes de l'Ordre nouveau.
La population et les étudiants refusent la session extraordinaire et s'opposent à la double fonction de l'armée indonésienne. Tout au long de cette séance extraordinaire la population se joint aux étudiants participant aux manifestation quotidiennes dans les rues de Jakarta et d'autres grandes villes du pays. Ces incidents attirent l'attention de toute l'Indonésie et de la communauté internationale. Dans la quasi-totalité des écoles et universités de Jakarta, où se tient la session extraordinaire, les cours sont suspendus afin d'empêcher les étudiants de se regrouper. Les faits et gestes des étudiants sont l'objet de la plus stricte attention de la part des dirigeants d'universités, qui subissent la pression de leurs supérieurs qui désapprouvent l'action des étudiants.

## Chronologie
Le 11 novembre 1998, les étudiants et la population partis de Jalan Salemba, affrontent les Pamswakarsa au complexe Tugu Proklamasi.
Le 12 novembre 1998 des centaines de milliers d'étudiants et d'habitants se dirigent vers le bâtiment accueillant l'assemblée nationale et le parlement, sans parvenir à l'atteindre, car il est strictement gardé par des unités de l'armée, de la Brimob et par les Pamswakarsa (milice civile armée de bambous acéré ((id)) untuk diadu dengan mahasiswa⇔). Dans la soirée des affrontements se produisent à Slipi et sur Jalan Sudirman, des dizaines d'étudiants sont transportés a l'hôpital. Des milliers d'étudiants sont évacués vers l'université Atma Jaya. Un étudiant, Lukman Firdaus, est grièvement blessé ; hospitalisé, il mourra quelques jours plus tard.

## Description
Le nombre des manifestants est estimé à plusieurs dizaines de milliers, aux alentours de 15h des véhicules blindés circulent pour disperser les manifestants qui prennent la fuite, 

## Tragédie de Semanggi II
Un étudiant de l'Université d'Indonésie, Yun Hap décède des suites de blessures par balles di depan⇔devant l'université Atma Jaya.

## Documentaires
- Student Movement in Indonesia, produksi Jakarta Media Syndication, 1999

Film documentaire à propos du mouvement étudiant durant l'année 1998. Version originale avec commentaire et sous-titres en anglais. projetée dans les cinémas indonésiens sous le titre Tragedi Jakarta 1998.  
- Perjuangan Tanpa Akhir, produit par Aliansi Korban Kekerasan Negara (AKKRa), 2005

Film documentaire de 28 minutes racontant le combat des parents de victimes des évènements à l'université Trisakti (1998), Semanggi I (1998), et II (1999) pour obtenir justice.
- Indonesian Student Revolt. Don’t Follow Leaders, produit par Offstream , 2001

Film documentaire à propos des différents mouvements étudiants en Indonésie de 1966 à 1998.

## Commémoration
Le 14 novembre 2005, des étudiants déposent des fleurs sur Jalan Sudirman, exactement devant le campus de l'université Atma Jaya pour célébrer le septième anniversaire de la tragédie de Semanggi I,. 
(IMC Jakarta) (KOMPAS)

## ((id))Pengadilan HAM ad hoc⇔
Le 6 mars 2007, une instance de délibération (Badan Musyawarah ou Bamus) du DPR renouvela son véto à cette recommandation. Cette décision, en empêchant la question d'être abordée en séance plénière, bloquant, de fait, la tenue future d'un tribunal spécial des droits de l'Homme. 
La réunion de l'instance de délibération était dirigée par le président du DPR Agung Laksono. Au cours de cette réunion six des dix fractions refusèrent. Les six fraction en question étaient celles du Golkar, du Parti démocrate, du PPP, du PKS, du PBR, et du BPD. 